# Hirut Meshesha
Hirut Meshesha Mero (in amarico ሂሩት መሸሻ; 20 gennaio 2001) è una mezzofondista etiope, medaglia di bronzo ai Mondiali indoor 2022 nei 1500 m piani.

## Palmarès
| Anno | Manifestazione               | Sede         | Evento       | Risultato  | Prestazione | Note                                     |
| ---- | ---------------------------- | ------------ | ------------ | ---------- | ----------- | ---------------------------------------- |
| 2017 | Mondiali U18                 | Nairobi      | 800 m piani  | Bronzo     | 2'06"32     |                                          |
| 2018 | Giochi panafricani giovanili | Algeri       | 800 m piani  | Oro        | 2'04"66     |                                          |
| 2018 | Olimpiadi giovanili          | Buenos Aires | 800 m piani  | Bronzo     | 4'14"60     | [ 2 ]                                    |
| 2019 | Africani U20                 | Abidjan      | 800 m piani  | Oro        | 2'04"70     |                                          |
| 2019 | Giochi panafricani           | Rabat        | 800 m piani  | Oro        | 2'03"16     | [ 3 ]                                    |
| 2022 | Mondiali indoor              | Belgrado     | 1500 m piani | Bronzo     | 4'03"39     | Miglior prestazione personale stagionale |
| 2022 | Mondiali                     | Eugene       | 1500 m piani | 12ª        | 4'05"86     | [ 4 ]                                    |
| 2023 | Mondiali                     | Budapest     | 1500 m piani | Semifinale | 4'04"27     |                                          |
| 2024 | Mondiali indoor              | Glasgow      | 3000 m piani | 7ª         | 8'34"61     |                                          |
| 2024 | Giochi panafricani           | Accra        | 1500 m piani | Oro        | 4'05"71     | Record dei campionati                    |

## Campionati nazionali
2019
- Oro ai campionati etiopi (Addis Abeba), 800 m - 2'02"5

2021
- Bronzo ai campionati etiopi (Addis Abeba), 800 m - 2'01"3
- Argento ai campionati etiopi (Addis Abeba), 1500 m - 4'06"3

## Altre competizioni internazionali
2021
- 6ª al Athletissima ( Losanna), 1500 m - 4'05"28

2022
- Argento al INIT INDOOR MEETING Karlsruhe ( Karlsruhe), 1500 m - 4'02"14
- 5ª al ORLEN Copernicus Cup ( Toruń), 1500 m - 4'03"22
- Argento al Villa de Madrid ( Madrid), 1500 m - 4'02"22
- Oro al Meeting international Mohammed VI d'athlétisme de Rabat ( Rabat), 1500 m - 3'57"30
- Oro al Golden Gala Pietro Mennea( Roma), 1500 m - 4'03"79
- Bronzo Kamila Skolimowska Memorial ( Chorzów), 1500 m - 4'00"93
- 4ª Herculis ( Principato di Monaco), 1500 m - 4'00"51
- 10ª Weltklasse Zürich ( Zurigo), 1500 m - 4'06"28
- Bronzo al Bauhaus-Galan ( Stoccolma), 1500 m - 4'03"01

2023
- Oro al Kamila Skolimowska Memorial ( Chorzów), 1500 m piani - 3'54"87

2024
- 6ª al Prefontaine Classic ( Eugene), 5000 m piani - 14'33"44
- 8ª all'Athletissima ( Losanna), 3000 m piani - 8'42"92
- 5ª al Doha Diamond League ( Doha), 1500 m piani - 4'03"22

2025
- 4ª alla Xiamen Diamond League ( Xiamen), 5000 m piani - 14'29"29
- 13ª al Golden Gala ( Roma), 1500 m piani - 4'03"60